# Strigoderma presidii
Strigoderma presidii är en skalbaggsart som beskrevs av Bates 1889. Strigoderma presidii ingår i släktet Strigoderma och familjen Rutelidae. Inga underarter finns listade i Catalogue of Life.